# Всесвітній день міжнародного кримінального правосуддя
Всесвітній день міжнародного правосуддя, який також називають Днем міжнародного кримінального правосуддя або Міжнародним днем справедливості — це міжнародний день, який відзначається у всьому світі 17 липня в рамках зусиль із визнання нової системи міжнародного кримінального судочинства. 17 липня — дата прийняття договору, який створив Міжнародний кримінальний суд. 1 червня 2010 р. на Оглядовій конференції Римського статуту, що відбулася в Кампалі (Уганда), Асамблея держав-учасниць вирішила відзначати 17 липня як День міжнародного кримінального правосуддя.
Щороку люди у всьому світі використовують цей день для проведення заходів із просування міжнародного кримінального правосуддя, особливо підтримки Міжнародного кримінального суду.